# Bosche Range
Bosche Range är ett berg i Kanada.   Det ligger i provinsen Alberta, i den centrala delen av landet, 3 100 km väster om huvudstaden Ottawa. Toppen på Bosche Range är 2 643 meter över havet.
Terrängen runt Bosche Range är huvudsakligen kuperad, men österut är den bergig. Trakten runt Bosche Range är nära nog obefolkad, med mindre än två invånare per kvadratkilometer.. 
I omgivningarna runt Bosche Range växer i huvudsak barrskog.